# Ausztráliai oroszlánfóka
Az ausztráliai oroszlánfóka (Neophoca cinerea) az emlősök (Mammalia) osztályának ragadozók (Carnivora) rendjébe, ezen belül a fülesfókafélék (Otariidae) családjába tartozó Neophoca nem egyetlen faja.

## Előfordulása
Ausztrália déli partjainál honos.

## Megjelenése
A hímek súlya 300 kilogramm, hossza pedig elérheti 2,5 métert. A nőstények kisebb méretűek, testsúlyuk átlagosan 105 kilogramm, hosszuk 1,8 méter. A feje nagy, az orra megnyúlt.

## Életmódja
Ragadozó életmód, fő táplálékai tintahalak és egyéb halfajták.

## Szaporodása
Az újszülött kölykök 60-70 centiméteresek és 6,5-8 kilogrammosak.

## Külső hivatkozás
- Képek a fajról